# Strandgade
Strandgade er en gade på Christianshavn i København. Gaden går på langs gennem det meste af bydelen parallelt med Inderhavnen fra Christians Kirke i sydvest til Grønlandske Handels Plads og Trangravsbroen i nord.

## Historie
Strandgade er en de gader, der ses på Johan Semps plan for Christianshavn fra 1617. Den oprindelige ide var kun at bygge på den sydøstlige side modsat kysten, hvor der skulle være privat havn for grundejerne, der derved nemt kunne flytte varer fra skibe til deres pakhuse og kældre. Dette koncept blev også benyttet langs begge sider af Christianshavns Kanal bag gaden. Grundene langs gaden solgte dog ikke godt, og til sidst forærede kongen dem til rige indbyggere fra København på den betingelse, at de byggede gode handelshuse på dem.
Dansk Ostindisk Kompagni og Dansk vestindisk Kompagni etablerede deres hovedkvarter hhv. nord og syd for Torvegade. I 1730 blev den nordlige overtaget af Asiatisk Kompagni, en rekonstruktion af Dansk Ostindisk Kompagni, der åbnede et nyt hovedkontor det i 1738. Lige nord for åbnede Danmarks første tørdok, senere kendt som Gammel Dok, i 1739.
Gaden hed oprindeligt Strandstræde og gik kun til Bådsmandsstræde i nord. Området nord for blev først inddæmmet, da Andreas Bjørn anlagde et skibsværft der i 1735. Strandgade blev senere forlænget over området, efter at det var blevet inddelt i Wilders Plads, Krøyers Plads og Grønlandske Handels Plads.

## Kendte bygninger
Den østlige side af den ældste del af gaden domineres stadig fuldstændigt af historiske byhuse, om end mange af dem er blevet ombygget, forhøjet eller skiftet ud i årenes løb. Nr. 28-32 fra 1620'erne er nogle af de ældste huse på Christianshavn. Mikkel Vibes Hus i nr. 32 blev bygget af Mikkel Vibe, der var borgmester i København. Andre nævneværdige bygninger i denne del af gaden tæller Den Rhodeske Gård i nr. 14 og Behagens Gård i nr. 26.
Blandt gadens seværdigheder må især nævnes Dansk Arkitektur Center, Nordatlantens Brygge og Christians Kirke. Andre kendte institutioner i gaden tæller Udenrigsministeriet, Miljøagenturet og Arkitektforeningen. Syd for Torvegade optager Nordeas hovedkvarter hele pladsen langs havnen.
I nr. 89 ligger Islands ambassade.